# Jürgen Untermann
Jürgen Untermann (Rheinfelden, 24 ottobre 1928 – Brauweiler, 7 febbraio 2013) è stato un filologo, epigrafista e indoeuropeista tedesco.

## Biografia
Discepolo di Hans Krahe e di Ulrich Schmoll, Untermann studiò alle università di Francoforte e di Tubinga; divenne in seguito docente di linguistica comparativa all'Università di Colonia.

## Area degli studi
Le sue ricerche si concentrano negli ambiti dello studio delle lingue osco-umbre e di quelle paleoispaniche, particolarmente per ciò che riguarda la "Trümmersprachen" (o lingua dei reperti). In particolare per le lingue iberiche), ha pubblicato il corpus delle iscrizioni palaeoispaniche nel Monumenta Linguarum Hispanicarum e sistematizzato gli studi sull'antroponimia degli antichi Iberi.

## Opere
1. Die vorgriechischen Sprachen Siziliens. Wiesbaden, 1958
2. Die venetischen Personennamen . Wiesbaden, 1961
3. Elementos de un atlas antroponímico de la Hispania Antigua. Madrid, 1965
4. Monumenta Linguarum Hispanicarum. I. Die Münzlegenden. Wiesbaden, 1975
5. Monumenta Linguarum Hispanicarum II: Die Inschriften in iberischer schrift aus Südfrankreich. Wiesbaden, 1980
6. Monumenta Linguarum Hispanicarum III: Die iberischen inschriften aus Spanien. Wiesbaden, 1990
7. Monumenta Linguarum Hispanicarum IV: Die tartessischen, keltiberischen und lusitanischen inschriften. Wiesbaden, 1997
8. Wörterbuch des Oskisch-Umbrischen. Heidelberg, 2000

## Riconoscimenti
Nel 2010 ha ricevuto il premio Principe di Viana per la cultura.